# Beeld van David (Marseille)
Het Beeld van David (1903) is een standbeeld in Marseille, hoofdplaats van het Frans departement Bouches-du-Rhône. 
Het standbeeld staat aan de Avenue du Prado, op een rond punt in het 5e arrondissement. De aanpalende straten zijn de Avenue Pierre Mendès en de Promenade Georges Pompidou. Het beeld is een gemakkelijk herkenningspunt aan het strand Plages du Prado.
Het is een exacte kopie van de David (Michelangelo) van Michelangelo Buonarroti in Florence; het origineel dateert van de 16e eeuw. De afmetingen zijn identiek aan het origineel. De kopie is gebeeldhouwd uit carraramarmer.

## Historiek
De beeldhouwer-marmerbewerker was Jules Cantini (1826-1916). Cantini had zijn atelier op de Avenue du Prado. Cantini nam het atelier van zijn overleden broer over (1851) en maakte carrière in Marseille als beeldhouwer. Cantini werkte onder meer aan de beelden van de Notre-Dame de la Garde en de Kathedraal de la Major. In 1903 schonk hij het marmeren beeld van David aan de stad. Cantini was toen 77 jaar. De stad heeft het beeld ettelijke jaren laten staan in een magazijn. Pas in de jaren 1950 verscheen het standbeeld aan de Plages du Prado.

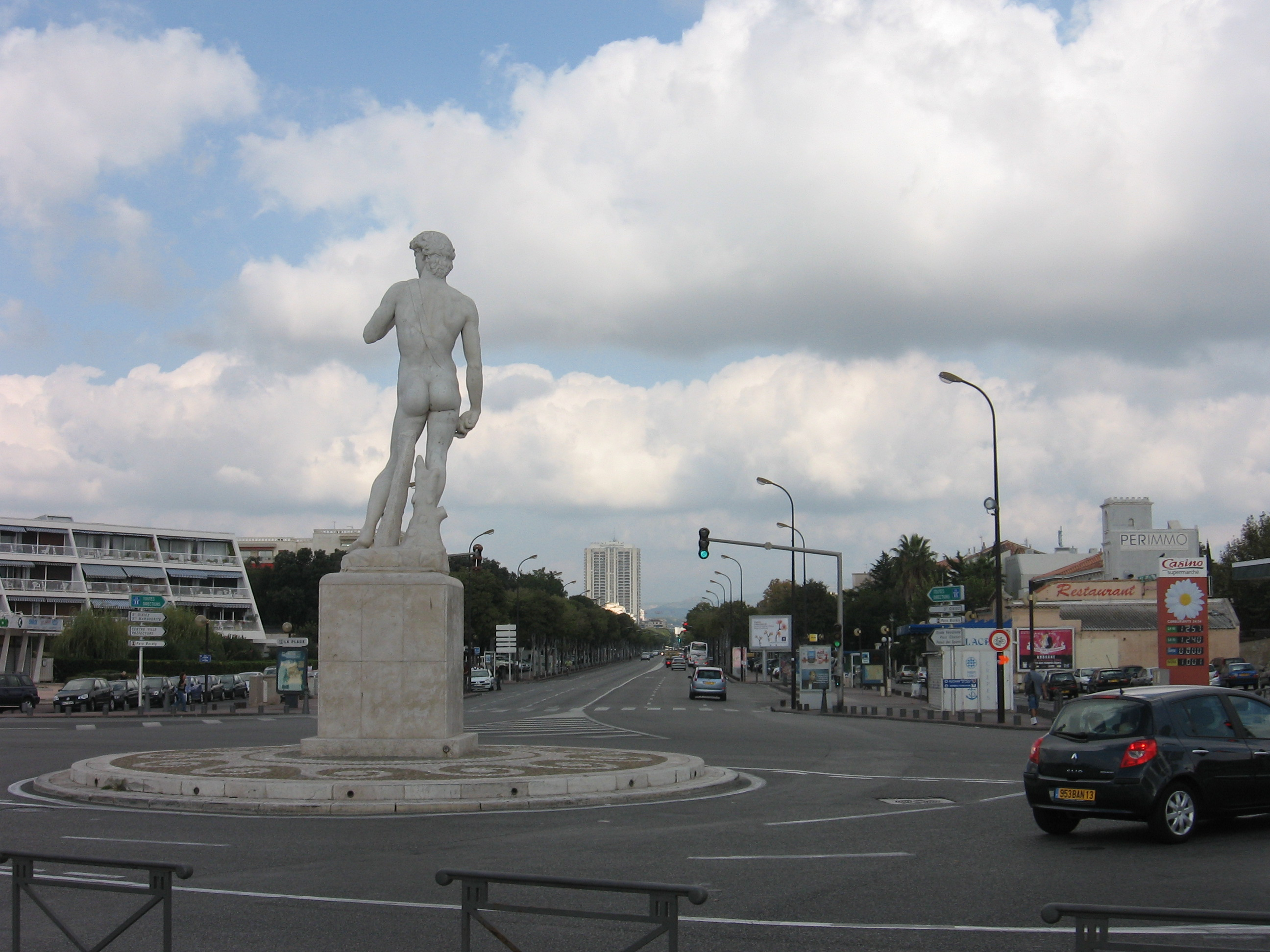
Avenue du Prado